# Етнічний стереотип
Етностерети́п, етні́чний стереоти́п — узагальнений, емоційно-насичений образ етнічної групи або її представників, який сформувався історично у контексті розвитку міжетнічних стосунків. Віддзеркалюючи бажання людей зберегти етнокультурну ідентичність, етностереотип відіграє важливу соціальну роль як фактор консолідації та фіксації етнічної групи, чіткого окреслення її кордонів.

## Структура етнічних стереотипів
Етностереотипи мають трикомпонентну структуру: 
- констатація особливостей етнічної групи — когнітивний (пізнавальний) елемент;
- ставлення до цих особливостей, що зумовлює їхню оцінку — емотивний елемент;
- формування певного типу поведінки щодо цієї етнічної групи конативний (поведінковий) елемент.

## Види етностереотипів
- Імперський етностереотип — створений владними та провладними колами образ конкретної етнічної групи, який використовувався у практиці державного адміністрування для вкорінення у масову свідомість контрольованих настроїв, переконань та чітких поведінкових схем. Дія імперських етностереотипів набувала особливого значення при формуванні стратегій соціальної поведінки конкретних осіб чи груп й виявлялась під час різноманітних адміністративних акцій.
- Колоніальний етностереотип — створений елітою пригнобленого етносу образ пануючої етнічної групи, який використовувався у практиці спілкування із органами влади для вкорінення у масову свідомість антиколоніальних настроїв, переконань та чітких поведінкових схем. Дія колоніальних етностереотипів набувала особливого значення при формуванні стратегій соціальної поведінки конкретних осіб чи груп й виявлялась під час різноманітних акцій національно-визвольної боротьби.
- Сусідський етностереотип — образ сусідської етнічної групи, що спонтанно створений національними громадами для використання у побутовій практиці. Дія сусідських етностереотипів набувала особливого значення при формуванні стратегій соціальної поведінки конкретних осіб чи груп й виявлялась під час різноманітних побутових акцій (спілкування, купівля-продаж, спільна дія тощо).

У будь-якому суспільстві соціально-економічний розвиток і культурна трансформація протікають нерівномірно як у територіальному, так і соціальному аспекті.